# 亨里克·佐加尔斯基
亨里克·佐加尔斯基（Henryk Zygalski，1906年—1978年），波兰数学家和密码学家，20世纪30年代，他在波兰密码局与马里安·雷耶夫斯基、杰尔兹·罗佐基等人一同进行了对德国Enigma密码的破译工作，并称为密码研究领域的“波兰三杰”。

## 生平

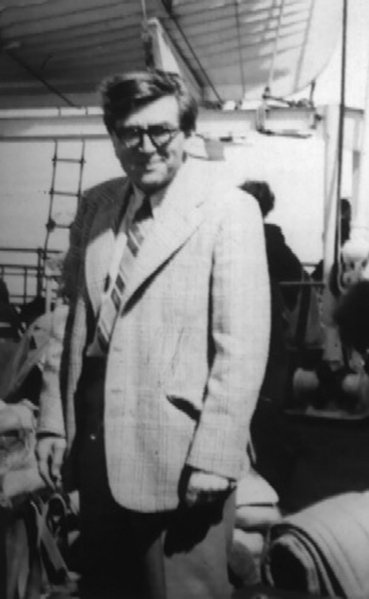
晚年的亨里克·佐加尔斯基。

1939年9月1日德军入侵波兰后，佐加尔斯基与雷耶夫斯基和罗佐基带着他们的机器一同逃往罗马尼亚，而后穿越南斯拉夫和意大利的边界到达法国巴黎。在那里他们成立了Z小组，在法国维希的PC Bruno情报站继续进行破译Enigma和改进 “炸弹”的工作达两年之久。这期间，他们破译了九千余条德军情报，直接或间接导致了德军在南斯拉夫、希腊和苏联的惨败，有力地支持了盟军在北非开辟战场的作战计划。
1942年1月9日，罗佐基在从阿尔及利亚返回法国的途中因轮船事故遇难。而在德国入侵法国后，Z小组的处境越来越危险，他们决定逃离。1942年11月9日，也就是盟军登陆北非的次日，佐加尔斯基和雷耶夫斯基开始继续流亡。1943年1月29日，他们在比利牛斯山脉试图穿越法国-西班牙边境时被西班牙安全警察逮捕，投入难民营。在那里他们始终没有向其他人透露真实身份。同年5月，他们被释放，前往直布罗陀，随后乘船到达英国。英国方面知道他们在破译Enigma领域作出的巨大贡献，却有意将他们排除在外，他们只是从事德军另外一种密码SS码的分析工作。
二战结束后佐加尔斯基留在了英国，在巴特尔西技术学院任教。
1978年，佐加尔斯基在普利茅茨去世。

## 榮譽
2000年7月17日，波兰政府向雷耶夫斯基、罗佐基和佐加尔斯基追授波兰最高勋章。2001年4月21日，雷耶夫斯基、罗佐基和佐加尔斯基纪念基金在波兰华沙设立，基金会在华沙和伦敦设置了纪念波兰数学家的铭牌。

## 参阅
- 密码分析学
- Enigma
- 马里安·雷耶夫斯基
- 杰尔兹·罗佐基